# Philodendron findens
Philodendron findens är en kallaväxtart som beskrevs av Thomas Bernard Croat och Michael Howard Grayum. Philodendron findens ingår i släktet Philodendron och familjen kallaväxter. Inga underarter finns listade.